# Waiting for Forever
 (mars 2012).
Si vous disposez d'ouvrages ou d'articles de référence ou si vous connaissez des sites web de qualité traitant du thème abordé ici, merci de compléter l'article en donnant les références utiles à sa vérifiabilité et en les liant à la section « Notes et références ».
Pour plus de détails, voir Fiche technique et Distribution.
Waiting for Forever est un film américain de James Keach sorti en 2010. Avec Rachel Bilson et Tom Sturridge dans les rôles principaux.

## Synopsis
Emma (Rachel Bilson) et Will (Tom Sturridge) sont amis d'enfance, avec le temps ils perdent contact. Pour Will, Emma a toujours été la personne la plus importante de sa vie. Il va partout où elle va, sans travail, sans voiture ni maison, car ainsi il sait qu'il pourra la croiser chaque jour. Il parvint a survivre grâce à ses tours de jonglage et se perfectionne afin de pouvoir impressionner Emma. Lorsque son père tombe gravement malade, Emma retourne à sa vie natale et laisse derrière elle une vie d'échecs autant sur le point sentimental que sur sa carrière d'actrice télé.
Will raconte d'abord l'histoire, de comment il est tombé fou amoureux d'Emma et de comment elle était présente pour lui quand ses parents sont décédés. Il est déposé dans la 25e rue historique à Ogden, UT. Dès son arrivée, il va voir son frère, Jim un banquier qui pense que Will a des problèmes mentaux car la mort de leurs parents remonte à longtemps, quand ils étaient encore jeunes. Après avoir vu son frère, Will décide d'aller voir son ami d'enfance Joe et sa femme. Will leur dit qu'il ira avouer ses sentiments envers Emma le jour même ou le lendemain, et Joe le lui fait promettre.
Le lendemain, Will décide de passer la journée avec Emma. Ils se remémorent de vieux souvenirs et de fil en aiguille, Emma avoue tromper son petit-ami qui veut l'épouser. Elle découvre alors que Will la suit depuis qu'il a déménagé étant enfant, elle lui fait promettre de ne pas recommencer et lui demande de quitter la ville.
On apprend que le petit-ami d'Emma a tué son ancien amant, même si elle n'est pas encore au courant. Quand il apprend que Will la suit, il appelle le LAPS et prétend que c'est Will le meurtrier. Alors en chemin pour s'éloigner de la ville sans but précis, il est arrêté par une patrouille de police et est mis en prison. Jim le sort d'affaire et l'amène à l'aéroport. Il s'enfuit à San Francisco en prenant soin de laisser de l'argent pour son frère.
Emma est choquée d'apprendre que son amant est mort. Elle reçoit une lettre de Will qui prouve qu'il n'est pas le meurtrier et devine alors que c'est son compagnon qui a fait le coup. Elle le fait donc arrêter. Le père d'Emma meurt. Emma part voir Joe et lui demande de dire à Will qu'elle est désolée de ce qu'elle lui a dit.
À la fin, Emma reçoit une magnifique lettre d'amour de Will, et décide de le rejoindre à San Francisco.

## Distribution
- Rachel Bilson : Emma Twist
- Tom Sturridge : Will Donner
- Nikki Blonsky : Dolores
- K.C. Clyde (de) : Dennis
- Blythe Danner : Miranda Twist
- Roz Ryan : Dorothy
- Matthew Davis : Aaron
- Larry Filion : Larry
- Nelson Franklin (en) : Joe
- Richard Gant : Albert
- K. Danor Gerald : Le 2e détective
- Frank Gerrish : le taxi
- Charles Halford (en) : State Trooper
- Richard Jenkins : Richard Twist
- Jaime King : Susan Donner
- Scott Mechlowicz : Jim Donner
- Borzin Mottaghian : le conducteur
- Joseph D. Reis : l'homme sans espoirs
- Andrew Roach : Stewart
- John Ross : le père de Will
- Michelle Sebekzes : la mère de Will
- Ace Olson : Amos, le neveu de Will